# Таманго
«Таманго» (фр. Tamango) — новелла французского писателя Проспера Мериме, впервые опубликованная в 1829 году.

## Сюжет
Описанные в новелле события показаны глазами двух главных героев — капитана корабля Леду и вождя африканского племени Таманго. Леду покупает у Таманго рабов для перепродажи в Америке, а потом захватывает в плен и самого вождя. Во время плавания Таманго поднимает мятеж и захватывает корабль, а Леду погибает.

## Оценки
Исследователи отмечают, что главная особенность новеллы — попытка автора взглянуть на происходящее глазами представителей двух абсолютно разных культур. При этом Мериме не смог отказаться от европоцентричности при оценке Таманго.